# Heidedwergspanner
De heidedwergspanner (Eupithecia satyrata) is een nachtvlinder uit de familie van de spanners (Geometridae). 

## Kenmerken
De voorvleugellengte bedraagt tussen de 9 en 13 mm. De heidedwergspanner is nogal variabel van tekening. De basiskleur van de vleugels is grijs. De aders hebben vaak een zwart met witte bestuiving.

## Levenscyclus
De heidedwergspanner gebruikt allerlei kruidachtige planten, struiken en loofbomen als waardplanten. De rups is te vinden van halverwege juli tot halverwege september. De soort overwintert als pop. Er is jaarlijks een generatie die een opmerkelijk lange vliegtijd heeft van halverwege maart tot in september.

## Voorkomen
De soort komt verspreid over het Palearctisch en Nearctisch gebied voor. De heidedwergspanner is in Nederland een niet zo gewone en in België een vrij gewone soort. De habitat is heide, open bos, grasland en ander ruig open terrein.